# 3631 Sigyn
3631 Sigyn este un asteroid din centura principală, descoperit pe 25 ianuarie 1987 de Eric Elst.